# Ľutovský Drieňovec
Ľutovský Drieňovec je přírodní rezervace v katastrálních územích obcí Podlužany, Ľutov a Timoradza v okrese Bánovce nad Bebravou v Trenčínském kraji na Slovensku. Území bylo vyhlášeno v roce 1993 a jeho rozloha je 260,04 hektaru. Předmětem ochrany je xerotermní vegetace se vzácnými druhy rostlin a živočichů na jižních úbočích Vysoké a Drieňovce. Hřebenové části porůstají lesní společenstva tvořená bučinami a doubravami.